# ASL比利時航空
ASL比利時航空（英語：ASL Airlines Belgium），前身為TNT航空，是經營航空貨物和旅客包機的航空公司，樞紐在比利時的列日機場。於1999年由TNT集团成立。這也是TNT快递的一部分。TNT航空每天有超過67個貨物航線到各地機場 。在2004年5月開始操作乘客包機服務。2016年，TNT快遞將航空部門賣給ASL愛爾蘭航空（ASL Airlines Ireland）之後，更名為ASL比利時航空。

## 機隊

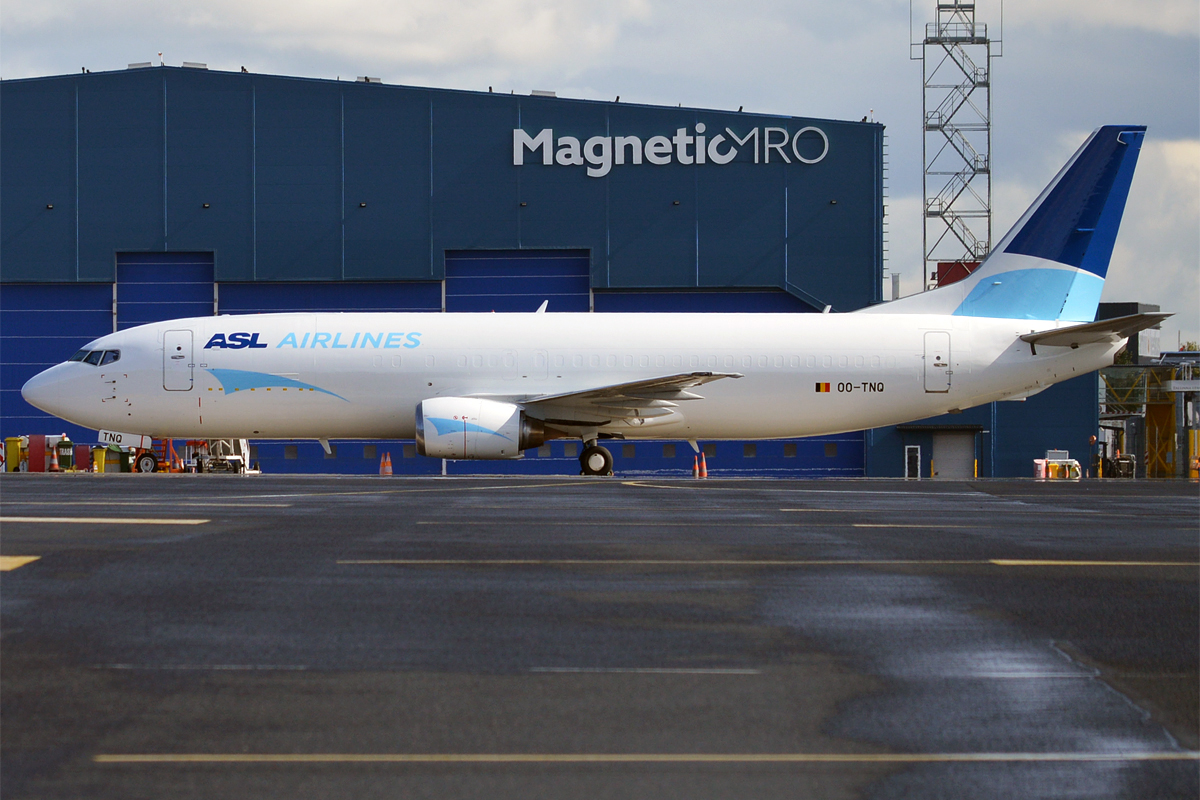
ASL比利時航空的波音737-400

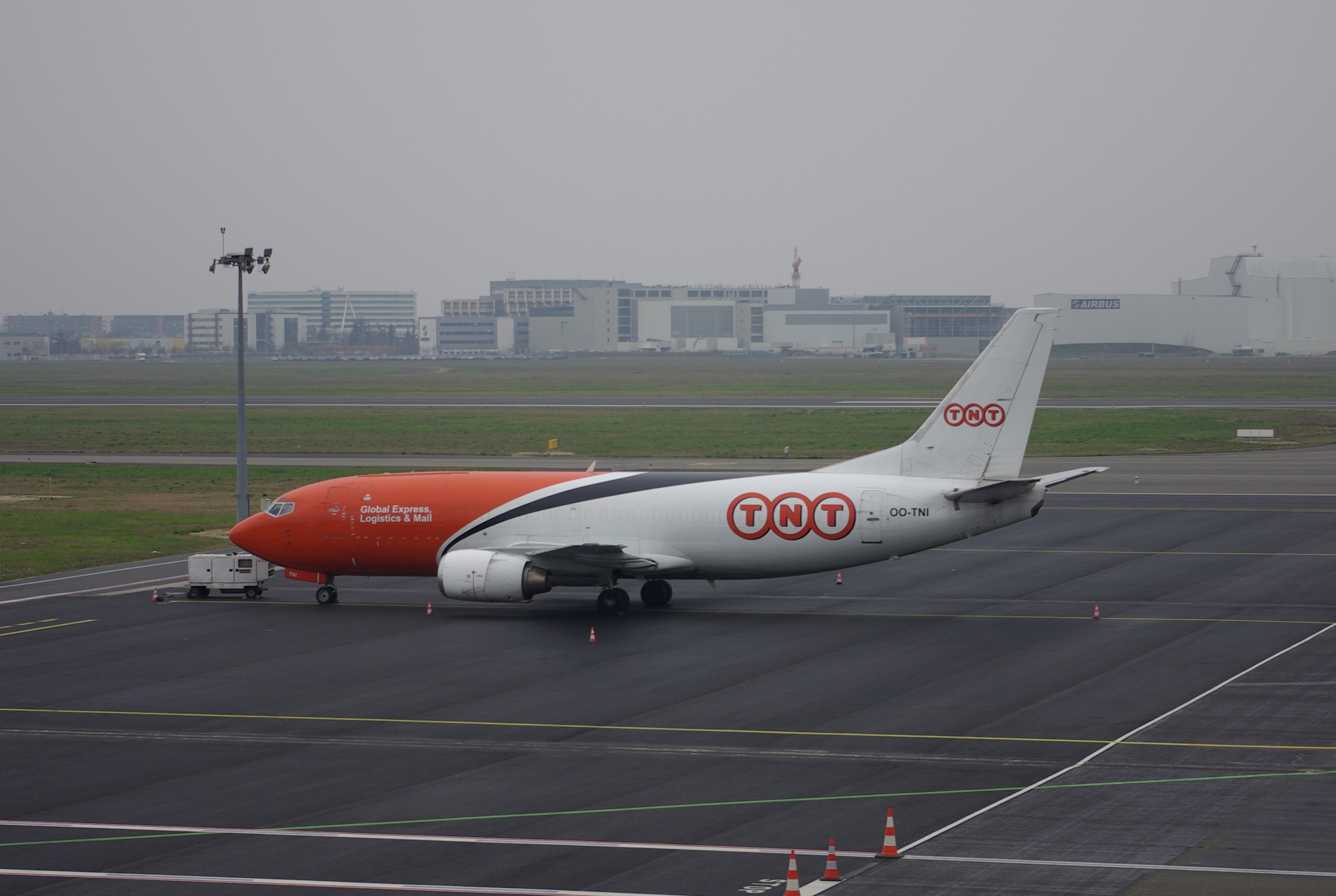
TNT航空時期塗裝的的波音737-300